# Raimonds Pauls
Raimonds Pauls, né à Riga le 12 janvier 1936, est sans doute le compositeur letton contemporain le plus connu. Outre ses performances au piano il est l'auteur de nombreuses compositions pour d'autres groupes et de chanteurs lettons. On le surnomme Maestro en référence à la chanson du même nom composée à ses débuts pour Alla Pougatcheva. Il a composé également pour Viktors Lapčenoks, Mirdza Zīvere, Nora Bumbiere, Aija Kukule, Laima Vaikule, Jaak Joala,.

## Biographie
Pauls a commencé à jouer du piano à l'âge de quatre ans. Il va à l'école de musique Emīls Dārziņš. En 1958, il est diplômé du Conservatoire national de Lettonie. En 1964, il devient le chef d'Orchestre d'estrade de Riga. Dans les années 1970, il dirige l'ensemble musical « Modo ».
Au début des années 1980, il compose la musique de la célèbre chanson d'Alla Pougatcheva « Un million de roses rouges », sur les paroles d'Andreï Voznesenski. 
En 1976, le compositeur est victime d'une tentative d'extorsion. Cette affaire criminelle a été retracée dans l'un des épisodes d'émission de télévision russe Sledstvie veli... (ru) présentée par Léonid Kanevski.
Durant sa carrière, Raimonds Pauls avait composé pour six films musicaux et comédies musicales, trois ballets et plus de 50 films et représentations théâtrales. Il est notamment auteur du thème musical du téléfilm Théâtre adapté du roman La Comédienne de William Somerset Maugham (1937) par Jānis Streičs en 1978.
En 2014, Pauls a de nouveau composé pour le cinéma, en écrivant la musique du film Tantiņas d' Aleksandrs Kananovičš.
On a consacré à Pauls trois films documentaires Un atkal Raimonds Pauls (1972), Raimonds Pauls (1977) et Maestro bez frakas (Ivars Seleckis, 1985).

## Carrière politique
En plus de sa carrière musicale particulièrement prolifique, il a fait une carrière politique, débutée sous le régime soviétique. Il est entré au gouvernement de la République socialiste soviétique de Lettonie en 1988, au poste de ministre de la culture. Il a occupé ce poste jusqu'en 1993, année où il est devenu conseiller du président de la nouvelle république de Lettonie. La même année, il rejoint le parti politique Voie lettonne. Il est l'un des fondateurs du Nouveau Parti chrétien dont il était élu député dans la VIIe Saeima. Il s'était présenté aux élections présidentielles de 1999 remportées par Vaira Vīķe-Freiberga.
En 2002, il change de camps politique et devient député de la VIIIe et la IXe Saeima avec le Parti populaire. En 2010, il se dit fatigué et se retire de la vie politique.

## A composé pour
- Putnu Balle
- Alla Pougatcheva
- Sofia Rotaru
- Valery Meladze
- Valery Leontiev
- Laima Vaikule

## Récompenses et distinctions
- Croix de la Reconnaissance, 2008